# Samobor
Samobor je grad u Središnjoj Hrvatskoj i jedan od najvećih gradova Zagrebačke županije. Smješten je na istočnim obroncima Samoborskog gorja (dio Žumberačke gore), na izlazu potoka Gradne u savsku nizinu.  Od davnina ima bitno prometno značenje, između ostalog i zbog hrvatsko-slovenske granice koja se nalazi samo 5 kilometara od gradskoga središta, i nije se mijenjala od sredine 12. stoljeća. Jedno je od najstarijih izletničkih odredišta u Hrvatskoj.
U Samoboru živi oko 37 500 stanovnika od kojih 16 000 živi u samome gradu.

## Ime
Kajkavci, uključujući Samoborce, nazivaju grad Sanobor. Također postoji i naziv Sajbor. Ne postoji konsenzus oko etimologije Samobora.
Prema Jurju Ćuku Samobor je osobno ime. U jednoj ispravi iz 1328. područje od najjužnijeg dijela Okić-grada do granice Kupčine nazvano je zemlja Samar ili zemlja Samarova. Godine 1283. zabilježeno je da se iza Braslovja nalazi vrelo Samarovo (Zamar). Nadalje, Ćuk navodi da je Samabar pučki naziv za područje zapadno od mjesta Kupčina.
Nikola Reiser spada među zagovornike ilirsko-keltske etimologije. Smatra da –bor potječe od neke riječi koja dijeli podrijetlo s riječju burg. Prema Reiseru Samobor znači Samov burg.
Postoji nekoliko različitih teorija o slavenskom podrijetlu imena Samobor. Fran Hrčić smatra da Samobor znači sam obor. Slaveni su, prema Hrčiću, utvrđivali svoja naselja oborom, ograđenim prostorom za stoku. Milan Lang izvodi ime od glagola boriti se. Vladimir Mažuranić smatra da je ime Samobor nastalo iz prkosa, pritom navodeći primjere mjesta Nebojse, Nehaj i Radoboj. Također postoji i teorija o borovima prema kojoj je naselje nastalo uz same borove, no borovi nisu rasli na području Samobora.
O turskom nazivu za Samobor Korito-varoš postoji legenda prema kojoj su se Samoborci uspjeli obraniti od Osmanlija dizanjem nasipa preko potoka Gradna. Neimenovani osmanski paša preživio je potop tako što se uhvatio za korito.
U 19. stoljeću postojali su nazivi Samoborini i Sanaburg, za koje Nikola Andrić tvrdi da su kovanice stranih doseljenika.

## Zemljopis
Grad je na istoku omeđen rijekom Savom, na jugu seže do Rakovog Potoka i obronaka Plešivice, na zapadu seže do središnjeg Žumberka, a krajnja zapadna točka je naselje Gornja Vas, na sjeveru granica grada je državna granica sa Slovenijom sve do Bregane. Oko jedne trećine površine grada Samobora pokriveno je šumom. Na području grada nalazi se i mnogo zaštićenih prirodnih predjela, među kojima je najvažniji Park prirode Žumberak – Samoborsko gorje. U Samoboru i Samoborskom gorju postoji oko 200 km obilježenih planinarskih staza.
Samobor je udaljen od grada Zagreba samo 20 kilometara, a od graničnog prijelaza sa Slovenijom u Bregani samo četiri kilometra. Izgradnjom autoceste Zagreb – Ljubljana Samobor je postao još pristupačnije odredište mnogih turista i izletnika. Grad Samobor je dio Zagrebačke županije.
- Nadmorska visina na Trgu Kralja Tomislava: 158,31 m
- Najviša točka: brdo Ravnice 860 m (Novo Selo Žumberačko)
- Najniža točka: 127 m (Medsave)
- Najviše naselje: Dragonoš 742 m
- Najviši cestovni prijevoj: 816 m (cesta Novo Selo Žumberačko – Planina v Podbočju)
- Zemljopisna širina: 45° 48' i 6" N
- Zemljopisna dužina: 15° 42' i 49" E
- Površina: 250 km²

### Gradska naselja
Grad Samobor obuhvaća 8 gradskih četvrti: Centar, Cvjetno naselje – Perivoj, Giznik – Anindol, Gornji kraj – Hamor, Južno naselje, Kolodvorsko naselje – Sajmište, Podložnice, Sveta Helena.
Grad Samobor obuhvaća, uz istoimeno naselje, i područje 77 drugih: Beder, Bobovica, Braslovje, Bratelji, Bregana, Breganica, Budinjak, Bukovje Podvrško, Celine Samoborske, Cerje Samoborsko,  Domaslovec,  Drežnik Podokićki, Dubrava Samoborska, Falašćak, Farkaševec Samoborski, Galgovo,   Gradna, Grdanjci,  Hrastina Samoborska, Jarušje, Javorek, Kladje, Klake, Klokočevec Samoborski, Konšćica, Kotari, Kostanjevec Podvrški, Lug Samoborski, Mala Jazbina, Mala Rakovica, Mali Lipovec, Manja Vas, Medsave, Molvice, Noršić Selo, Novo Selo Žumberačko, Osredek Žumberački, Osunja, Otruševec, Pavučnjak, Petkov Breg, Podgrađe Podokićko, Podvrh, Poklek, Prekrižje Plešivičko, Rakov Potok, Rude, Samoborski Otok, Savršćak, Selce Žumberačko, Sječevac, Slani Dol, Slapnica, Slavagora, Smerovišće, Stojdraga, Sveti Martin pod Okićem, Šimraki, Šipački Breg, Tisovac Žumberački, Velika Jazbina, Velika Rakovica, Veliki Lipovec, Višnjevec Podvrški, Vratnik Samoborski, Vrbovec Samoborski i Vrhovčak.

## Stanovništvo
Samobor je 15. najveći grad u Hrvatskoj, a drugi najveći u županiji. Prema popisu stanovništva 2021. godine, Samobor je imao 37.481 stanovnika (izvor: Državni zavod za statistiku). Gustoća naseljenosti iznosila je 151 stanovnika po km².
| broj stanovnika | 13690 | 15226 | 16548 | 18607 | 18783 | 20275 | 19806 | 21953 | 23821 | 25451 | 27103 | 28469 | 32887 | 35017 | 36206 | 37633 | 37435 |
|                 | 1857. | 1869. | 1880. | 1890. | 1900. | 1910. | 1921. | 1931. | 1948. | 1953. | 1961. | 1971. | 1981. | 1991. | 2001. | 2011. | 2021. |

| broj stanovnika | 3186  | 3060  | 3039  | 3228  | 2901  | 2790  | 2848  | 2966  | 3767  | 4665  | 5763  | 7773  | 12404 | 14170 | 15147 | 15956 | 16911 |
|                 | 1857. | 1869. | 1880. | 1890. | 1900. | 1910. | 1921. | 1931. | 1948. | 1953. | 1961. | 1971. | 1981. | 1991. | 2001. | 2011. | 2021. |

## Klima
Neke meteorološke statistike za Samobor za radoblje od 1980. do 2000. godine:
- Srednja temperatura: 10,9°C
- Najhladniji mjesec: siječanj (prosječno 0,2°C)
- Najtopliji mjesec: srpanj (prosječno 21,1°C)
- Najviša zabilježena temperatura: 37°C (srpanj 1983. i kolovoz 1993.)
- Najniža zabilježena temperatura: –25,6°C (siječanj 1985.)
- Godišnji prosjek oborina: 1078,6 mm/m² (89,88 mm/m² mjesečno)
- Najkišniji dan u listopadu 1993. (84,2 mm/m²)
- Najviše snijega u jednom mjesecu: u ožujku 1986.
- Godišnji prosjek vedrih dana: 52,8 dana
- Prosječno najvedriji mjesec: kolovoz (8,4 vedrih dana)
- Najvedrija godina: 1992. (85 vedrih dana)
- Najvedriji mjesec: kolovoz 1992. (20 vedrih dana)
- Godišnji prosjek oblačnih dana: 113,3 dana
- Prosječno najoblačniji mjesec: prosinac (16,2 oblačna dana)
- Najoblačnija godina: 1996. (165 oblačnih dana)
- Najoblačniji mjesec: siječanj 1996. i 1997. (28 oblačnih dana)

## Uprava
U Samoboru se gradsko vijeće sastoji se od 25 vijećnika. Dužnost gradonačelnika od 30. svibnja 2021. obnaša Petra Škrobot.

## Povijest
Poveljom kralja Bele IV. 1242. godine Samobor je dobio status slobodnog kraljevskog trgovišta, što je usmjerilo njegov gospodarski i demografski razvoj tijekom povijesti. Grad je imao samostalnost i nezavisnost od feudalnih gospodara i banske vlasti te samostalnu unutrašnju upravu i sudstvo.
Od 1809. do 1813. godine ulazi u sastav Napoleonovih Ilirskih pokrajina te se nalazi pod francuskom upravom.
Prvi organizirani planinarski izlet u Hrvatskoj održan je 17. svibnja 1875. godine na Oštrc i Plešivicu.
Komunistička partija Hrvatske osnovana je u blizini Samobora, 1. i 2. kolovoza 1937.

## Gospodarstvo
Tijekom svoje povijesti, glavna djelatnost domicilnog stanovništva bilo je obrtništvo. Bakrena i željezna ruda vadila se od 16. stoljeća u Rudama pokraj Samobora. Osim rudnika u Rudama postojale su dvije manufakture stakla, a stanovništvo se bavilo i pravljenjem potaše, koja je bila važna sirovina za staklarsku i kemijsku proizvodnju.[nedostaje izvor]
Na dan 17. listopada 2004. godine na području grada Samobora bilo je registrirano 1112 obrta (prema evidenciji Ministarstva gospodarstva), 2001. godine (prema podacima iz Strategije Grada Samobora) bilo je evidirano 567 trgovačkih društava, a 712 subjekata se bavilo poljoprivredom.
- Samoborski bermet[7][8]
- Samoborska muštarda[9]

## Kultura
Urbana kulturno-povijesna cjelina grad Samobor kao takva je zaštićeno kulturno dobro. Zaveden je kao nepokretno kulturno dobro pod oznakom Z-4467, klasificiran kao »profana graditeljska baština. Među ostalim znamenitostima nalaze se:
- Stari grad
- Gradska vijećnica, 1826. g. (autor Bartol Felbinger)
- Crkva sv. Anastazije, XVII. st.
- Kapela sv. Mihalja, XVI. – XVII. st.
- Franjevački samostan i crkva iz XVII. st.
- Kapela sv. Ane, XVII. st.
- Kapela sv. Jurja, XVII. st.
- Livadićev dvorac, XVII. st.
- Kuća Bahovec, oko 1830. g.
- Samoborska štedionica, 1911. g.
- Kuća Kleščić, 1908. g.
- Kuća Rumenić, 1906. g.
- Župni dvor, 1906. g.
- Južnjak
- Anindol
- samoborska kremšnita
- Cerinski vir
- Kurija Mirnovec
- Kurija Špigelski
- Kurija Levičar
- Kurija Bistrac
- Kurija Praunsperger – Bošnjak
- Balagovi dvori
- Vila Wagner

### Organizacije
Od kulturnih organizacija, u Samoboru djeluju:
- Gradska knjižnica Samobor
- Radio Samobor
- Pučko otvoreno učilište Samobor
- Kino Samobor
- Samoborski muzej
- Muzej Marton
- Hrvatsko pjevačko društvo "Jeka"

## Turizam
- 1810.: Otvorena je stanica poštanske diližanse i hotel "K gradu Trstu" s pet soba za noćenje i restauracijom
- 1825. – 1836.: Izgrađena je općinska vijećnica. Izrađuje se plan uređenja glavnog trga i regulira se korito Gradne.
- 1833. – 1848.: Samobor posjećuju mnogi ilirci – Ljudevit Gaj, Stanko Vraz, Pavao Štoos i drugi.
- 1835. – 1837.: "Agramer Zeitung" poziva na balove i karnevalske zabave u Samoboru.
- 1839.: Osnovana je tvornica stakla ("Glažuta") u Osretku u kojoj su izrađeni brojni suveniri.
- 1840.: Marko Bedenko otvara redovnu liniju konjskog omnibusa Zagreb-Samobor.
- 1851.: Samoborski magistrat izdaje tiskanice za prijavljivanje gostiju.
- 1852.: Pri magistratu je izabran odbor koji treba voditi brigu o poljepšavanju Samobora.
- 1855.: Uvodi se jedinstveni cjenik ugostiteljskih i hotelskih usluga na području samoborskog kotara.
- 1860.: Julije Huhn, zagrebački litograf, izdaje dvije razglednice sa samoborskim motivima. Josip Kompare, samoborski knjigoveža, organizira prvu karnevalsku povorku.
- 1865.: Organiziran je prvi "majalis".
- 1868.: Počinje izgradnja Šmidhenovih sumpornih toplica.
- 1874.: Osnovano Hrvatsko Pjevačko Društvo "Jeka"
- 1875.: Hrvatsko planinarsko društvo organizira na Samoborskom gorju svoj prvi izlet.
- 1878.: Općina prodaje zemljište za prvu "vikendicu" (vila Wagner).
- 1883.: Projektiran je zabavni park Anindol.
- 1884.: Izgrađen je most na Savi kod Podsuseda.
- 1886.: Osnovano je samostalno "Društvo za poljepšavanje Samobora".
- 1887.: Kotarska oblast izdaje Statut za ugostiteljstvo.
- 1889.: Otvoreno je kupalište na Vugrinščaku (hidropatsko).
- 1901.: Izgrađena je uskotračna pruga Zagreb-Samobor.
- 1904.: Počinje izlaziti pokladni list "Sraka" i ljetovališni vjesnik "Samoborski list".
- 1905.: Otvara se Hydropatički zavod – kupalište i lječilište.
- 1906.: Otvoren je "Penzion" i restauracija (današnja "Lavica")
- 1914.: Do te godine Samobor je imao tri hotela, pension, restauraciju, kavanu i oko 50 gostionica.
- 1920.: Formirano je Klimatsko povjerenstvo Samobor.
- 1932.: Osnovano je Društvo za promet stranaca.
- 1939.: Formiran je Općinski turistički odbor.
- 1945.: U okviru Kotarskog narodnog odbora formiran je Savjet za turizam.
- 1952.: Osnovano je Turističko društvo Samobor.
- 1964.: Osnovan je Turistički savez općine Samobor.
- 1973.: Otvorena je Grgosova pećina.
- 1974.: Otvoren je hotel "Šmidhen".
- 1975.: Otvorena je Turistička poslovnica.
- 1994.: Osnovana je Turistička zajednica grada Samobora.
- 2015.: Otvoren planinarski dom "Cerinski vir"

### Turistički događaji
Samobor je poprište mnogih festivala i kulturnih događanja, među kojima su i: Vrazova Ljubica, Samoborska glazbena jesen, Samoborska FURKA, Salamijada, Dani kruha i vina i Dan rudarske greblice.

#### Samoborski fašnik
Poklade, u samoborskom kraju nazvane fašnik, običaj je prijelaznog razdoblja između zime i proljeća. Porijeklo vuče iz starih agrarnih obreda za plodnost te iz nekih praznika zapadnoga kulturnog kruga (grčko-rimskog), posebno Luperkalija i Saturnalija. U toku svoje duge povijesti ušao je i u katolički kalendar. Tako je fašnički utorak, središnji dan svih pokladnih događanja, postao posljednji dan zabave te neograničenog jela i pila prije četrdesetodnevnog uskrsnog posta. Ali on nema jako naglašenu religioznost i ne vezuje se ni za jednog sveca.
Tako najstariji poznati podatak potječe iz jednog zapisnika općinske sjednice od 1828. godine (koji se čuva u arhivi Samoborskog muzeja). Na sjednici se, između ostalog, vijećalo i o molbi Jurja Herdiborskog za najam sale općinske vijećnice "za držanje balov čez fašinek kak i leto lanjsko" (dakle, kao i 1827. godine). Zanimljiv je i oglas Lovrenca Vukovića u "Agramer Zeitungu" 1835. godine pomoću kojega on poziva u svoju gostionicu na "fašnički bal" te nudi cjenik jela i pića.
Na fašniku u Samoboru, posebno od 1860. godine, prisutna je kritika općedruštvenih i političkih prilika u Samoboru, ali i šire. Za to je najzaslužniji Josip Kompare koji je, osim izučenog zanata knjigoveže, s "vandranja" po Europi donio u Samobor i neke elemente tadašnjih europskih poklada. To je kritika općedruštvenih prilika i velike maskirane scene na pokretnim kolima (alegorijska kola). On je pisao tekstove, slikao ilustracije i glumio, a sve do 1885. godine bio je organizator i voditelj maskiranih povorki u Samoboru. Tada ulica i trg postaju glavno mjesto fašničkih spelancija. Kritiku općih prilika preuzet će i samoborski pokladni listovi od kojih jedino "Sraka" od 1904. godine, s prekidima, izlazi do današnjih dana (i po njoj je 1960-ih godina stvoren maskirani lik).
Danas je Samoborski fašnik jedna od tradicionalnih manifestacija koje postaju zaštitni znak Samobora, simbol njegovog identiteta, svojevrsno kulturno dobro Samobora.
Na Samoborskom fašniku nastupali su: Maja Šuput, Jelena Rozga, Željko Bebek, Psihomodo pop, Urban&4, Lidija Bačić, Let 3, Severina, Magazin, Dražen Zečić, Miroslav Škoro, Mladen Grdović, Mate Bulić, Petar Grašo, Slavonia Band, Opća Opasnost, Zvonko Bogdan, Dalmatino, Queen Real Tribute Band, Begini, Klapa Intrade, Slavonske lole i drugi.

#### Rally Oldtimera
U mjesecu srpnju svake godine Oldtimer klub "OTK Samobor" organizira oldtimer rally u Samoboru na kojem sudjeluje preko 100 posada iz cijele Hrvatske i susjednih zemalja. Prvi samoborski oldtimer rally u organizaciji OTK Samobor održan je 26. srpnja 1998. godine.

## Obrazovanje
- Osnovne škole: OŠ Bogumila Tonija, OŠ Samobor, OŠ Milana Langa, OŠ Rude i OŠ Mihaela Šiloboda

- Srednje škole: Srednja strukovna škola Samobor, Ekonomska, trgovačka i ugostiteljska škola Samobor i Gimnazija Antuna Gustava Matoša

- Vrtići: DV Cvijetnjak, DV Grigor Vitez, DV Izvor, DV Osmijeh, DV Potočić i DV Neven.

Ostale škole:
- Centar za odgoj, obrazovanje i osposobljavanje mladeži Lug
- Glazbena škola Ferdo Livadić

## Sport
- Automobilizam:
  - SAK Samobor, osvajač naslova prvaka Hrvatske
- Nogomet:
  - NK Samobor
  - NK Bregana
  - NK Klokočevac
  - NK Zrinski Farkaševec
  - NK Samoborski Otok
  - NK Galgovo
  - NK Rakov Potok
  - Malonogometni klub Sokoli
- Rukomet:
  - RK Rudar Rude
  - RK Sveti Martin P/O
  - RK Mladost 09
  - ŽRK Samobor
- Borilački sportovi
  - Judo klub Samobor
  - Karate klub Bregana
  - Karate klub Samobor
  - Karate klub Mladost
  - Kickboxing klub„TNT“ Samobor
  - Taekwondo klub Samobor
- Košarka:
  - KK Samobor
- Skijanje:
  - Skijaški klub Samobor
- Tenis i stolni tenis:
  - Teniski klub Samobor 1890
  - Stolnoteniski klub Samobor
- Biciklizam:
  - Brdsko biciklistički klub Šišmiš
  - Brdsko biciklistički klub Krpelj
- Streljaštvo:
  - Streličarski klub Samobor
- Gimnastika:
  - Gimnastički klub Samobor
- Motociklizam:
  - Motocross klub TRP Marović
- Šah:
  - Šahovski klub Samobor
- Atletika:
  - Atletski klub Samobor 2007
- Planinarstvo:
  - HPD Japetić
- Odbojka:
  - Odbojkaški klub Samobor

Ostalo:
- Hokejski klub Šišmiš
- Održavaju se karate turnir Grand Prix Croatia (od 1992. godine) i najdugovječnija MTB utrka u Hrvatskoj XCO Samobor (od 1994.).[12]
- Malonogometni turnir Trofej grada Samobora održava se od 1960. godine.[13]

## Poznate osobe
- Slađan Ašanin, nogometaš
- Jadranka Brnčić, književnica i prevoditeljica
- Drago Celizić
- Damir Čučić
- Enes Ćatović, hrvatski znanstvenik, liječnik i pjesnik
- Juraj Dijanić
- Šimun Dropuljić, matematičar
- Skender Fabković, pedagog, pisac, hrvatski domoljub, borac za hrvatski jezik
- Nika Fleiss, skijašica
- Andrija Georgijević, liječnik i znanstvenik
- Jacques Houdek, glazbenik
- Fran Hrčić, dramatičar, ravnatelj štedionice
- Ferdo Ivanščak, akademski kipar
- Tomislav Jozić skladatelj, tekstopisac
- Milan Lang, učitelj pisac, prevoditelj i etnograf
- Siniša Leopold, dirigent
- Zvjezdan Linić, svećenik, fratar
- Branimir Livadić
- Ferdo Livadić, skladatelj
- Franjo Lodeta, svećenik, novinar, kulturni djelatnik, hrvatski domoljub, osnivač prve hrvatske župe u dijaspori
- Branko Lovrić,novinar i izdavač
- Bernard Mihalić, glazbenik, tonski snimatelj i glazbeni producent
- Janko Mišić
- Oliver Mlakar, voditelj, spiker
- Mijo Noršić, nogometni sudac
- Vjekoslav Noršić
- Vladimir Paar, atomski fizičar
- Ivan Perkovac
- Darko Plažanin
- Drago Plečko
- Eduard Presečki
- Vesna Prica, fotografkinja
- Zlatko Prica
- Josip Prudeus, književnik
- Kočo Racin,[14] pjesnik
- Nikola Reiser
- Đani Stipaničev, glazbenik
- Ivica Sudnik
- Hrvoje Šarinić
- Mihalj Šilobod Bolšić, svećenik, pisac, matematičar
- Janko Šimrak
- Ljudevit Šmidhen, gradonačelnik
- Vladimir Šujster, rukometaš
- Mislav Togonal, urednik i voditelj
- Antonio Šančić, hrvatski tenisač
- Dejan Jović, hrvatski političar srpske nacionalnosti

## Gradovi prijatelji
- Wirges
- Veles
- Stari Grad
- Pečuh
- Chassieu
- Parabiago

## Vanjske poveznice
- Službene stranice
- Turistička zajednica Samobor
- Srednja strukovna škola Samobor  Arhivirana inačica izvorne stranice od 20. veljače 2014. (Wayback Machine)